# Яго (Дисней)
Я́го (англ. Iago) — персонаж из франшизы «Аладдин», антропоморфный говорящий попугай породы красный лори. Появляется в мультфильме «Аладдин» (1992), в сиквелах «Возвращение Джафара» (1994), «Аладдин и король разбойников» (1996), в мультсериале «Аладдин» и в других произведениях.
Озвучен Гилбертом Готтфридом. Яго достался отчётливо резкий и гнусавый голос, который часто использовался в комедийных моментах. В фильме 2019 года попугая озвучил Алан Тьюдик.
Яго появился в «Аладдине» (1992) как приспешник главного злодея Джафара, выполняя роль комического персонажа и второстепенного антагониста. За время существования франшизы в сиквелах и телесериалах персонаж присоединился к главным героям в качестве антигероя и был главным героем в «Возвращении Джафара». Его имя — дань уважения одноимённому злодею из пьесы Уильяма Шекспира «Отелло».

## Разработка
В оригинальной трактовке рассказа Ховарда Эшмана Яго (ранее его звали Синдбад) изначально задумывался как спокойный и серьёзный мужчина с британским акцентом, работающий на Джафара, который, в свою очередь, изначально задумывался как более чрезмерный, комедийный и раздражительный, но позже создатели мультфильма в значительной степени изменили их личности, Они сделали Джафара более угрожающим, и когда они увидели Гилберта Готтфрида в боевике «Полицейский из Беверли-Хиллз 2», тот был ими выбран, и, чтобы соответствовать стилю актёра, роль Яго была переработана.

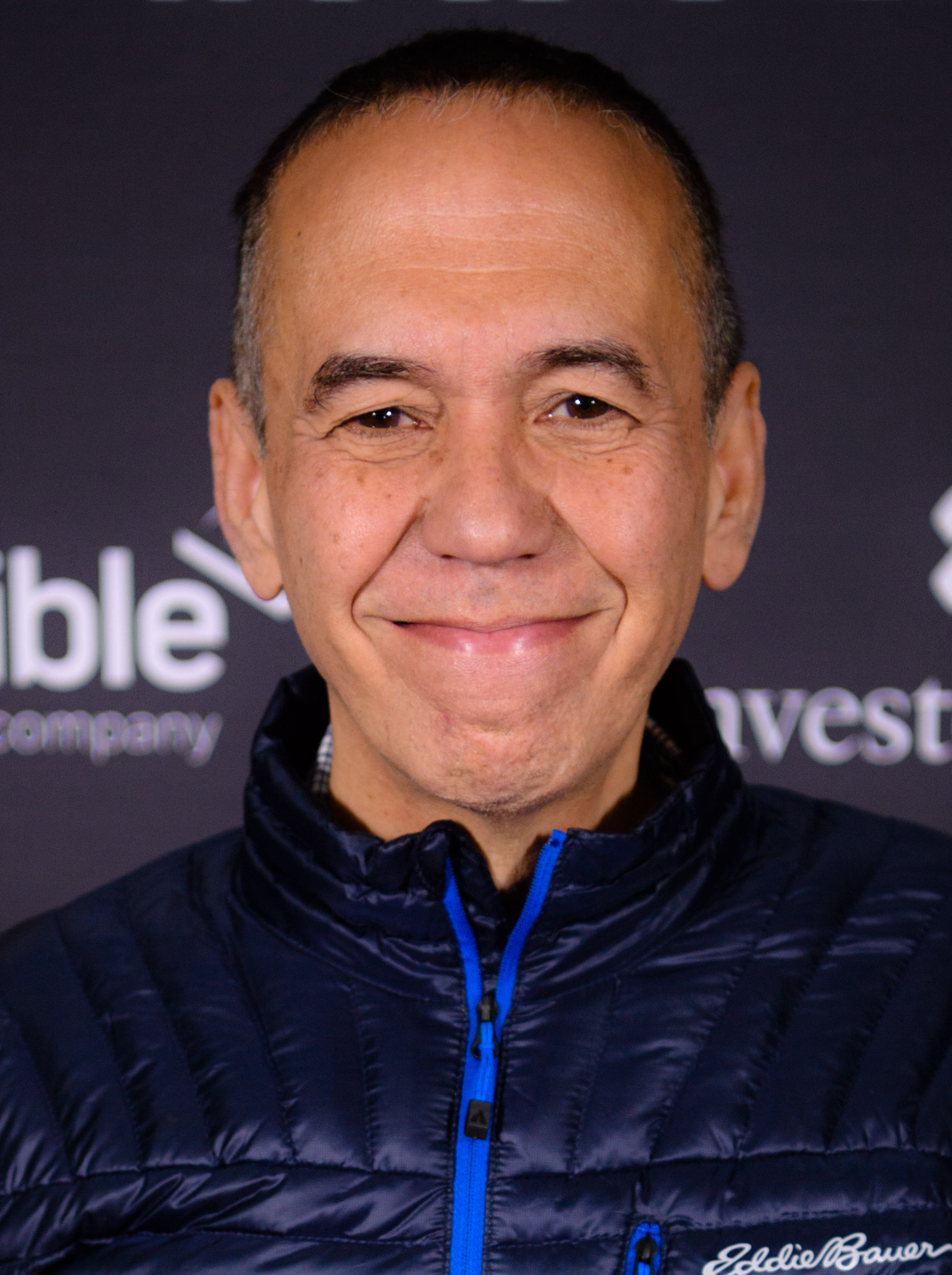
Гилберт Готтфрид озвучил Яго во всех его появлениях (кроме фильма «Аладдин» 2019 года)

По словам Готтфрида, среди других, кто был на пробах на роль попугая, были Джо Пеши и Дэнни Де Вито. Уникальный сценический образ Готтфрида привёл к тому, что его выбрали на роль остроумного Яго. Готтфрида часто называют «парнем, озвучившим Яго» (англ. the Iago guy) и подобными терминами, поскольку он больше известен своей голосовой ролью, чем именем. Гилберт Готтфрид сказал, что его карьера за кадром началась после того, как он озвучил персонажа в мультфильме «Аладдин»: «Это одна из тех вещей, которые продолжают жить. Кажется, это открыло двери для других вакансий по озвучиванию».
Сценарист Терри Россио поделился концепцией Яго на своём веб-сайте Wordplay о личности попугая. Он объяснил, что «Джафар взял все свои эмоции и перенёс их в своего попугая, оставив его свободным от отвлекающих факторов и, таким образом, более способным вызывать магию», будучи колдуном. Конечно, маленькое тело Яго не могло вместить все эти эмоции, что привело к громкому диалогу, который так запомнился Готтфриду. Россио также упомянул, что, поскольку Яго небольшой, чтобы сдерживать такие эмоции, «в итоге вы получите пернатого Гилберта Готтфрида». Когда Россио и другие творческие люди, в том числе режиссёры Джон Маскер и Рон Клементс, присоединились к съемочной группе, персонаж был переработан. Аниматор Яго Уилл Финн попытался включить некоторые аспекты внешности Готтфрида в дизайн Яго, особенно его фирменные прищуренные глаза и постоянно зубастая ухмылка.
После кончины Гилберта Готтфрида пользователи социальных сетей проявили дань уважения комику и его культовой роли Яго в «Аладдине».

## Характеристика
Яго похож на красного лори, с красными перьями и крыльями с синими кончиками, фиолетовым хвостом и белыми пятнами вокруг глаз. Он может свободно говорить по-английски и обладает способностью идеально имитировать голоса других персонажей. Он также обладает знаниями о различных уловках, которым научил Джафар. Его легко расстроить, он открыто выражает своё разочарование и избегает прямых столкновений, если может, но когда требуется, он может быть довольно хитрым и озорным.
Яго высокомерен и также известен своей пресловутой жадностью к сокровищам и золоту, ради приобретения которых он пойдёт на всё, обычно таща за собой Абу, чтобы помочь ему, но некомпетентность Абу всегда стоит ему. Яго часто оказывается в ситуации выбора между спасением себя или кого-либо. Его вина всегда приводит его к последнему, поскольку ему не хватает моральной совести; его жадность оставляет его неудовлетворённым, обычно теряя какую-либо форму награды или богатства, за что он всегда впоследствии ругает себя.

## Появления
Согласно фрагменту разговора в «Возвращении Джафара», Джафар подобрал Яго на базаре Аграбы и вырастил его как своего сообщника в преступлениях. В мультсериале также упоминается о том, что у него есть брат-близнец Отелло, до сих пор ведущий преступную деятельность.

### Список появлений

#### Фильмы
- «Аладдин» (1992)
- «Возвращение Джафара» (1994)
- «Аладдин и король разбойников» (1996)
- «Волшебное Рождество у Микки» (2001)
- «Дом злодеев. Мышиный дом» (2001)
- «Волшебные истории принцесс Диснея: Следуй за мечтой» (2007)
- «Аладдин» (2019)

#### Телесериалы
- «Аладдин» (1994—1995)
- «Мышиный дом» (2001—2003)
- Kingdom Hearts (TBA)

#### Видеоигры
- Disney’s Aladdin (1993)
- Disney’s MathQuest With Aladdin (1997)
- Disney's ReadingQuest With Aladdin (1998)
- Disney’s Aladdin in Nasira’s Revenge (2001)
- Disney Princess: Enchanted Journey (2007)
- Disney Universe (2011)
- Epic Mickey: Power of Illusion (2012)
- Disney Villains Challenge (2014)
- Disney Crossy Road (2016)
- Disney Magic Kingdoms (2016)
- Disney Emoji Blitz (2016)
- Disney POP TOWN (2019; костюм)
- Disney Sorcerer’s Arena (2020)

### «Аладдин» (1992)
В первом фильме Яго возмущается жизнью под властью Султана и Жасмин так же сильно, как и его владелец Джафар, хотя он противопоставляет мрачную задумчивость Джафара гневным и саркастическим разглагольствованиям. Яго часто говорит, как он ненавидит крекеры, которыми его всегда насильно кормит Султан. Правитель Аграбы, вероятно, не знал до конца первого фильма, что Яго может полностью понимать и разговаривать на человеческой речи и что он на самом деле злой. В конце концов, Яго затаскивают вместе с Джафаром в лампу в конце фильма и изгоняют в Пещеру Чудес.

### «Возвращение Джафара» (1994)
Через год после событий первого фильма Яго удаётся сбежать из лампы, но он отказывается освобождать Джафара, устав от приказов, и вместо этого бросает его в колодец. Вернувшись в Аграбу, Яго сталкивается с Аладдином, но непреднамеренно спасает его от Абис Мала и его приспешников. В благодарность Аладдин забирает Яго во дворец и убеждает Султана дать ему второй шанс. Яго постепенно начинает налаживать отношения с Аладдином, однако в этом время Джафар, будучи выпущенным Абис Малом из лампы, возвращается в Аграбу, и вынуждает Яго вступить с ним в сговор, чтобы подставить Аладдина в убийстве Султана и казнить его, а друзей Аладдина запереть в темнице на всю жизнь.
Яго сначала соглашается с этим, но вдруг выступает против Джафара и снова спасает Аладдина, освобождая Джинни, который, в свою очередь, спасает Аладдина от казни. В финальной битве против Джафара Яго был тяжело ранен одним из взрывов, инициированных Джафаром, но ему удаётся пнуть лампу Джафара в расплавленную лаву, уничтожив её и Джафара раз и навсегда, в то время как Аладдин уносит его в безопасное место. После своего героического поступка Яго принимают во дворец.

### «Аладдин» (1994—1996)
В мультсериале Яго показывает свой саркастический или трусливый взгляд на события и действительно готов столкнуться с опасностью только в том случае, если будет обещана великая награда. Обычные схемы Яго включают попытки продать что-либо с любой стоимостью (реальной или нет), попытки украсть вещи или украсть или найти сокровища. Обычно он может убедить Абу стать его соучастником в преступлении, однако Абу с большей вероятностью уходит при первых признаках опасности.
Яго и дождевая птица Тандра испытывали чувства друг к другу, несмотря на тяжёлое начало и то, что он признал свою манипулятивную личность, что затрудняло обращение к другим; Аладдин иногда использовал последний факт, поскольку антагонисты более склонны принимать Яго как более безжалостного и аморального, чем он есть на самом деле, хотя, учитывая злодейское происхождение Яго и его воспитание в преступном мире, это рационально.
Яго, благодаря тому, что он провёл время с Джафаром, обладает обширными знаниями о различных формах магии, которые не только оказались полезными, поскольку в остальном превосходные знания Джинни  устарели на десять тысяч лет (именно Яго признал Королевство Чёрного Песка и его бывшего правителя. злого волшебника Дестана, который был ещё хуже, чем Джафар в «Цитадели»), но также давал ему способность Джинна часто ссылаться на современные вещи для юмора, хотя и без логического оправдания.
В эпизоде «Наступление Хаоса» Яго в панике убегает после того, как его лицо превратилось в лицо его актёра озвучивания Гилберта Готтфрида, и он кричит, что хочет вернуть свой клюв. Взаимодействие Яго и Джинни вращается вокруг их магических талантов: в одном из эпизодов Джинн даёт Яго свои силы джинна только на один день. Магия Яго, однако, имеет неприятные последствия.

### «Аладдин» (2019)
Яго появляется в фильме 2019 года «Аладдин» 2019 года и был озвучен Аланом Тьюдиком. Это стало первым разом, когда Яго не озвучивает Гилберт Готтфрид, который подтвердил, что его не звали озвучить этого персонажа. Гилберт Готтфрид был расстроен тем фактом, что не получил приглашения сыграть попугая; он ретвитнул несколько фанатов, недоумевающих по поводу его отсутствия в фильме.
Здесь Яго заметно менее антропоморфен, чем его анимационный аналог, поскольку в фильме его хотели показать более реалистичным.

### Другие появления
В конце своих путешествий с Кассимом Яго вернулся в Аграбу и появился в качестве второстепенного персонажа в мультфильме «Волшебные истории принцесс Диснея: Следуй за мечтой» (2007). Вместе с принцессой Жасмин он исполнил песню Peacock Princess.
Как и большинство персонажей из анимационных фильмов Диснея, Яго неоднократно появлялся в «Мышином доме» в качестве помощника Джафара и мог демонстрировать своё поведение как протагонистическое.
В 1998 году вместе с Зазу из «Короля Льва» персонаж был представлен в «Диснейуорлде» как один из ведущих «Зачарованной комнаты Тики» (под новым руководством)" в 1998 году. После небольшого пожара в 2011 году Зазу и Яго исчезли из аттракциона, поскольку тот вернулся к своему более раннему формату, известному как Зачарованная комната Тики Уолта Дисннея. Аттракцион 1998 года описывался как «непопулярный», а Яго — как «раздражающий».
Яго также появляется в мюзикле «Аладдин». Однако, в отличие от своего коллеги из фильма, он изображён как человек, являющийся личным помощником Джафара.
Яго появляется в 6-м сезоне сериала «Однажды в сказке»: однако эта версия представляет собой неантропоморфную красную кореллу, а не лори.

## Союзники и противники
Союзники
- Кассим
- Аладдин
- Жасмин
- Джинни
- Абу
- Тандра
- Ковёр
- Султан
- Раджа
- принц Джон
- Джафар (ранее)
- принц Джон

Противники
- Джафар
- Абис Мал
- Мозенрат
- Малчо
- Амок Мунра
- Механикус
- Салук
- Мираж
- Харуд Хази Бин
- грязевые монстры
- Салин
- Аям Агул
- Азиз
- Расул
- Аладдин (ранее)
- Жасмин (ранее)
- Джинни (ранее)
- Абу (ранее)
- Ковёр (ранее)
- Султан (ранее)
- Раджа (ранее)

## Оценки
В рецензии издания Chicago Tribune на «Возвращение Джафара» Яго описывали как настоящую звезду мультфильма: «Сюжет усугубляется, когда Аладдин оказывается в долгу перед бывшим партнёром Джафара, Яго (остроумным попугаем), за спасение его жизни. Борясь с проблемами честности и лояльности, Яго становится в центре внимания фильма, поскольку он борется между тем, чтобы поддержать Аладдина или поддаться злобному давлению Джафара».
Майкл Кеннеди из Screen Rant считает, что пробы Гилберта Готтфрида на роль Яго «фактически помогли изменить „Аладдина“». Далее он пишет: «В то время как напыщенная игра Робина Уильямса в роли Джинни по праву получает львиную долю любви к персонажам „Аладдина“, Яго Готтфрида часто занимает второе место в этом отношении. Всегда раздражённый и саркастичный помощник Готтфрида идеально сочетается со злодеем Джафаром, злодейски самодовольным человеком». Дастин Бревер из того же Screen Rant пишет: «Готтфриду удаётся идеально трансформировать свой юмор, чтобы вписаться прямо в диснеевскую классику. Целый набор трюков Готтфрида демонстрируется на протяжении всего фильма, включая его остроты, вопли с его отчётливым голосом и раздражение, которое определяло многие из его выступлений. Готтфрид так подходил к этой роли, что, когда Яго был переделан для живого боевика Гая Ричи „Аладдин“, фанаты были более чем расстроены».
В издании Collider Трой Петерсон отмечает, что Готтфрид в роли Яго настолько эмоционален, что «сердитая птичка кажется настоящим человеком». В издании Comic Book Resources Петерсон анализирует концепцию сценариста Терри Россио о личности Яго: «Знание этого о фильме добавляет совершенно новый уровень к взаимодействию [Джафара и Яго]. Джафар представляет себя хитрым, тонким, тихим манипулятором султана и всей Аграбы. Никогда не было смысла в том, чтобы он выбрал в качестве помощника кого-то, кто действует так противоположно его собственному темпераменту. <…> Гнев, снисходительность и разочарование Яго — это то, что Джафар испытывает ко всем вокруг него, но должен сдерживать себя, чтобы сохранить хладнокровие и свой статус самого доверенного визиря Султана. Он ведёт себя так, как будто он утонченный и высококлассный, но на самом деле он такой же вульгарный и грубый, как Яго».
Аджай Арвинд из Comic Book Resources пишет, что Яго «демонстрирует тот же уровень черствости, что и его хозяин, что делает их комбинацию одной из самых замечательных пар злодеев, когда-либо созданных Диснеем. Голос и манеры Яго отражают личность Готтфрида на сцене и на экране до такой степени, что невозможно отделить персонажа от актёра озвучивания. Что ещё более важно, суровая комедия Готтфрида помогает подчеркнуть неистовый стиль юмора Джинни».
Издание MovieWeb поставило Яго на 1-е место в топе лучших помощников злодеев Диснея.

## В массовой культуре
Способность Яго имитировать голоса (например, голос Жасмин) упоминалась во время скетча под названием «Настоящие домохозяйки Диснея» в эпизоде передачи «Saturday Night Live».